# Oligocythereis
Oligocythereis is een geslacht van uitgestorven kreeftachtigen uit de klasse van de Ostracoda (mosselkreeftjes).

## Soorten
- Oligocythereis bogis Donze, 1964 †
- Oligocythereis capreolata Sheppard, 1990 †
- Oligocythereis dubia Dingle in Dingle & Klinger, 1972 †
- Oligocythereis fullonica (Jones & Sherborn, 1888) Sylvester-Bradley, 1948 †
- Oligocythereis irregularis Rosenfeld & Honigstein in Rosenfeld et al., 1987 †
- Oligocythereis kostytschevkaensis (Luebimova, 1955) Fuller & Lord, 1979 †
- Oligocythereis lotharingis Depeche, 1984 †
- Oligocythereis majungaensis Grekoff, 1963 †
- Oligocythereis minuta Kulshreshtha, Sing & Tehari, 1985 †
- Oligocythereis mochrasensis Boomer, 1991 †
- Oligocythereis pertusa Grekoff, 1963 †
- Oligocythereis tarhitensis Donze, 1977 †
- Oligocythereis vermiculata Ware & Whatley, 1980 †